# Graham King
Graham King, OBE (* 19. Dezember 1961 in England) ist ein britischer Filmproduzent. Er ist Vorsitzender und Präsident der Initial Entertainment Group und Mitbegründer von GK Films, einer unabhängigen Filmproduktions- und -finanzierungsfirma.

## Biografie
Anfang der 1980er zog Graham King nach Los Angeles, wo er zunächst für 20th Century Fox tätig war. Nach fünf Jahren ging er zu Cori Films. 1991 gründete er die Initial Entertainment Group und produzierte einige erfolgreiche Filme wie Traffic – Macht des Kartells, Desert Saints, sowie die Scorsese-Filme Gangs of New York, Aviator und Departed – Unter Feinden. Für letzteren wurde King 2007 mit dem Oscar in der Kategorie Bester Film ausgezeichnet.
Im Mai 2007 gründete er zusammen mit Tim Headington die Independent-Produktionsfirma GK Films. Die ersten Produktionen waren der Actionfilm Auftrag Rache von Martin Campbell und der Historienfilm Victoria, die junge Königin. Am 31. Dezember 2009 wurde Graham King für seine Verdienste für die britische und US-amerikanische Filmindustrie zum „Officer of the Order of the British Empire“ ernannt.

## Auszeichnungen
- 2005: British Academy Film Award für The Aviator
- 2005: Oscar-Nominierung für The Aviator
- 2007: Nominierung für den British Academy Film Award für The Departed
- 2007: Oscar für The Departed
- 2009: Officer des Order of the British Empire (OBE)
- 2012: Oscar-Nominierung für Hugo Cabret
- 2019: Oscar-Nominierung für  Bohemian Rhapsody

## Filmografie (Auswahl)
- 2000: Traffic – Macht des Kartells (Traffic)
- 2000: Desert Saints
- 2001: Ali
- 2002: Gangs of New York
- 2004: Aviator
- 2006: Departed – Unter Feinden (The Departed)
- 2006: Blood Diamond
- 2007: Next
- 2009: Victoria, die junge Königin (The Young Victoria)
- 2010: Auftrag Rache (Edge of Darkness)
- 2010: London Boulevard
- 2010: The Tourist
- 2010: The Town – Stadt ohne Gnade (The Town)
- 2011: Rango
- 2011: Hugo Cabret (Hugo)
- 2011: The Rum Diary
- 2011: In the Land of Blood and Honey
- 2012: Dark Shadows
- 2014: Jersey Boys
- 2016: Allied – Vertraute Fremde (Allied)
- 2018: Tomb Raider
- 2018: Bohemian Rhapsody
- 2021: The Unforgivable